# Emersons Green
Emersons Green – miejscowość w Anglii, w hrabstwie ceremonialnym Gloucestershire, w dystrykcie (unitary authority) South Gloucestershire powstała na przełomie XX i XXI wieku. Praktycznie jest to dzielnica mieszkaniowa Bristolu, położona 8 km na północny wschód od tego miasta i 165 km na zachód od Londynu.